# Просија (Арђеш)
Просија (рум. Prosia) насеље је у Румунији у округу Арђеш у општини Мушатешти. Oпштина се налази на надморској висини од 614 m.

## Становништво
Према подацима из 2002. године у насељу је живело 69 становника, од којих су сви румунске националности.